# Winslow Homer
Winslow Homer (ur. 24 lutego 1836 w Bostonie, zm. 29 września 1910 w Prouts Neck, Maine) – amerykański malarz, grafik i ilustrator. Jeden z najwybitniejszych artystów działających w drugiej połowie XIX w. w Stanach Zjednoczonych. Członek National Academy of Design od roku 1865.

## Życiorys

Breezing Up (A Fair Wind), 1876

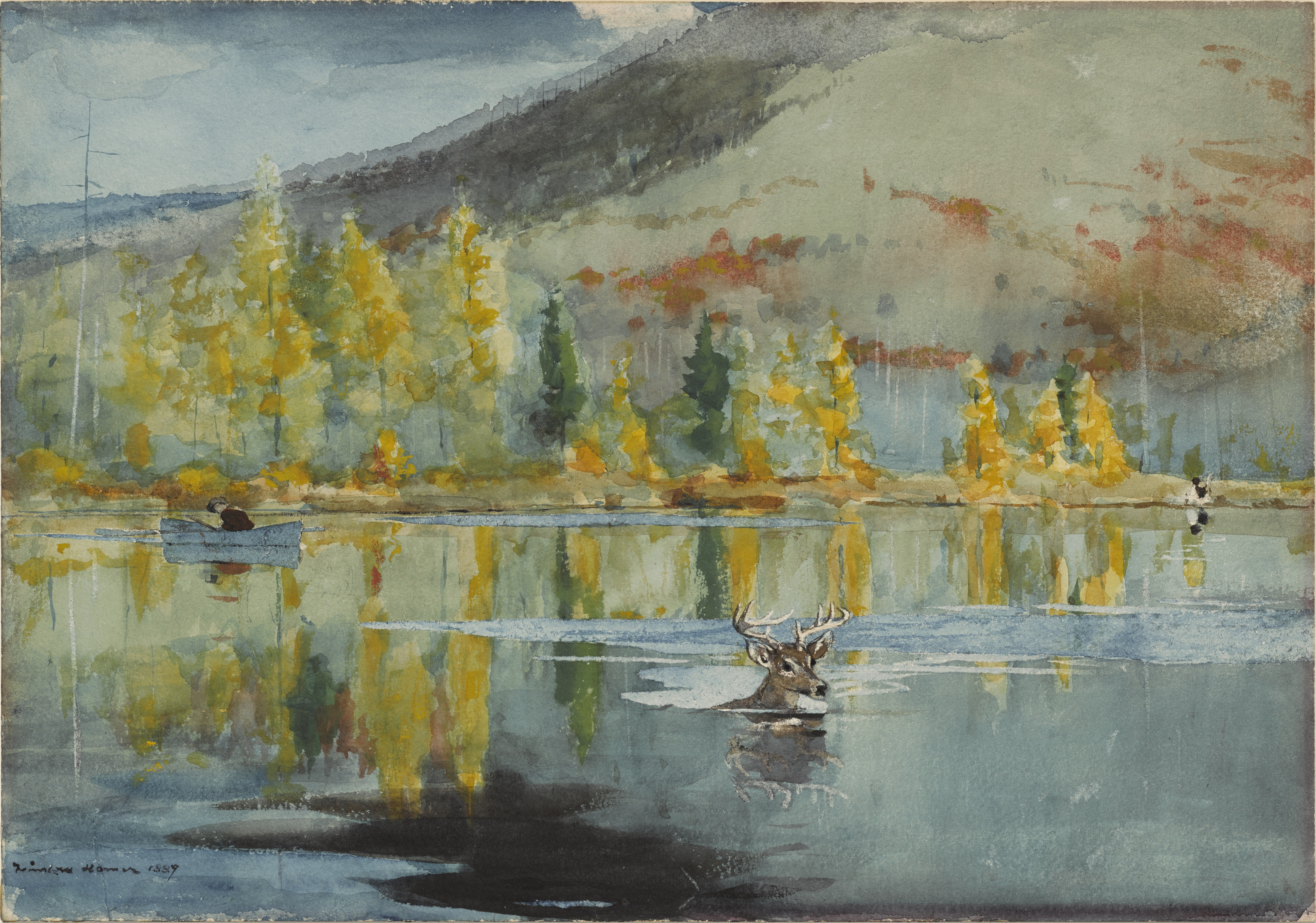
An October Day, 1889

Przez dwadzieścia lat pracował jako ilustrator dla magazynów „Ballou’s Pictorial” i „Harper’s Weekly”. W roku 1859 założył studio w Tenth Street Studio Building w Nowym Jorku, artystycznej i wydawniczej stolicy Stanów Zjednoczonych. Do roku 1863 uczęszczał na zajęcia w National Academy of Design i studiował krótko u Frédérica Rondela, który uczył go podstaw malarstwa. W czasie wojny secesyjnej pracował jako korespondent wojenny na terenie Wirginii. Jego drzeworyty i litografie z tego okresu były bardzo popularne na terenie całego kraju.
Po wojnie artysta zaczął interesować się klasycznym malarstwem olejnym. Początkowo poruszał nostalgiczne tematy związane z dzieciństwem, malował młode kobiety i ludzi podczas prostych zajęć. W roku 1867 wyjechał na rok do Paryża, gdzie zapoznał się z nowymi trendami w sztuce i namalował kilkanaście małych obrazów. Po powrocie do Ameryki zainteresował się tematyką rustykalną, ilustrującą tradycyjny amerykański styl życia. W latach 1881–1882 przebywał w Anglii, mieszkał i tworzył w nadmorskiej miejscowości Cullercoats w hrabstwie Northumberland. Malował w tym czasie sceny z życia i pracy rybaków.
Po powrocie Homer zainteresował się akwarelami, malował nadmorskie pejzaże i sceny przedstawiające walkę ludzi z morzem. Jego prace z tego okresu ilustrowały kruchość ludzkiego życia i potęgę przyrody. Artysta prowadził samotny tryb życia, zamieszkał w Scarborough, położonym na południu stanu Maine półwyspie Prout Nec, dziesięć mil na południe od Portland. Często wyjeżdżał na wakacje do Kanady, na Florydę i Karaiby. Plonem tych podróży były odmienne tematycznie akwarele ilustrujące egzotyczne scenerie karaibskich wysp i sceny z życia mieszkańców. Zmarł w swojej pracowni w wieku 74 lat, pochowany jest na Mount Auburn Cemetery w Cambridge (Massachusetts).

## Twórczość
Homer był uniwersalnym artystą często zmieniającym techniki graficzne od drzeworytu i litografii, przez malarstwo olejne po akwarelę. Jego prace początkowo na wskroś realistyczne stopniowo ewoluowały ku impresjonizmowi, jednak artysta zawsze potrafił zachować indywidualność. Mimo że nigdy nie miał uczniów, to jego wpływ na malarstwo amerykańskie jest niekwestionowany.

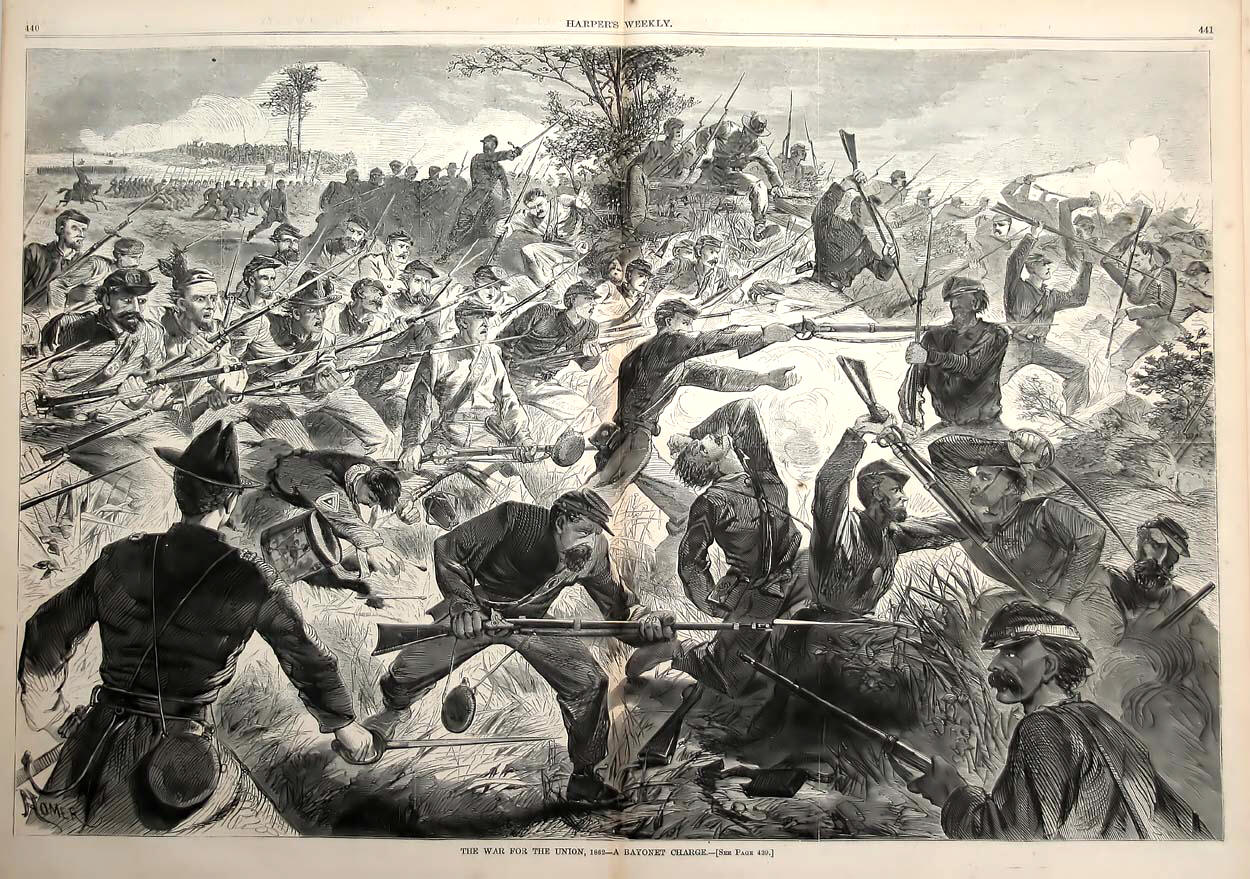
The War for the Union, 1862, drzeworyt,
The Bridle Path, 1868, obraz olejny,
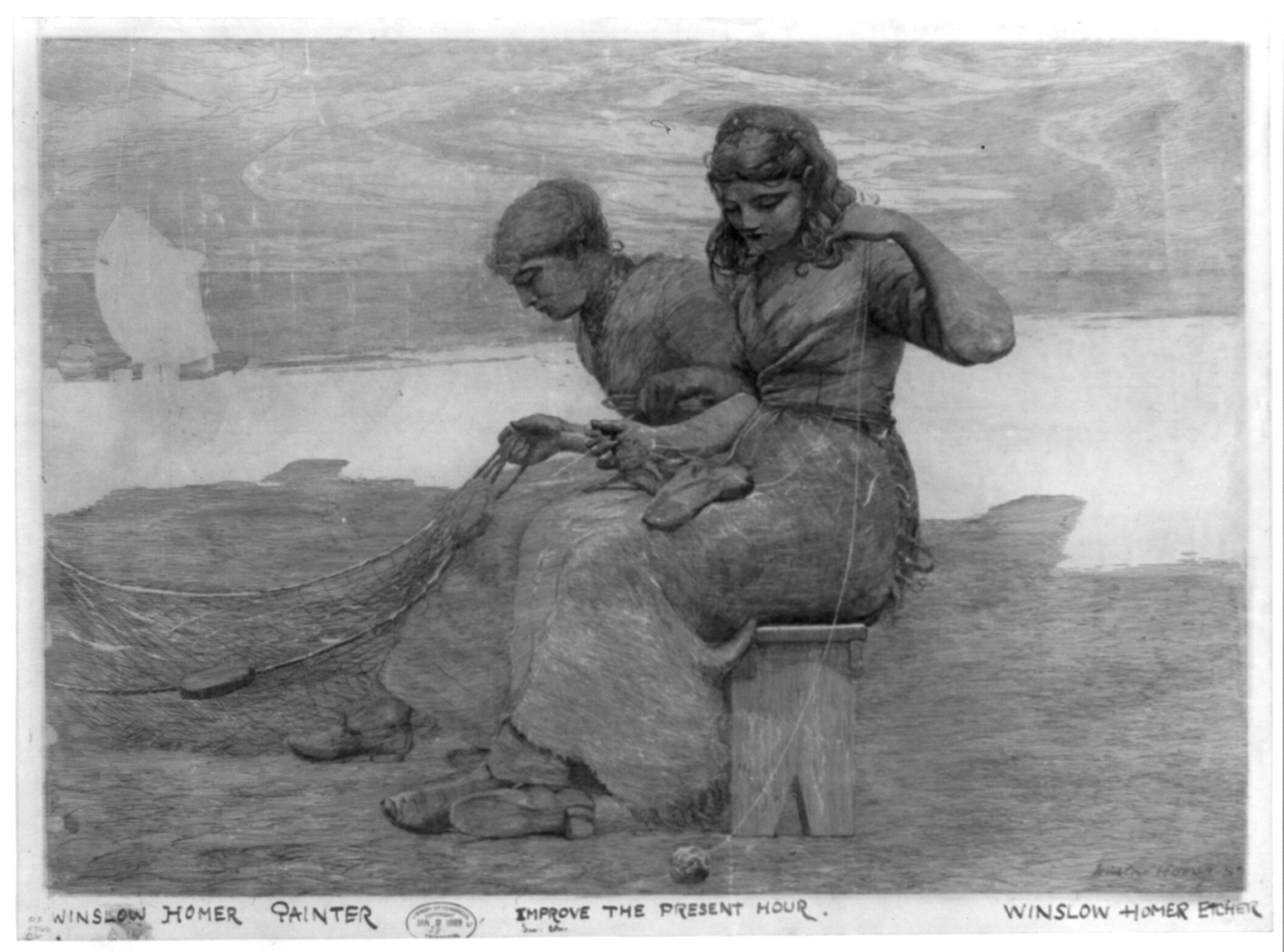
Improve the Present Hour, ok. 1889, akwaforta,
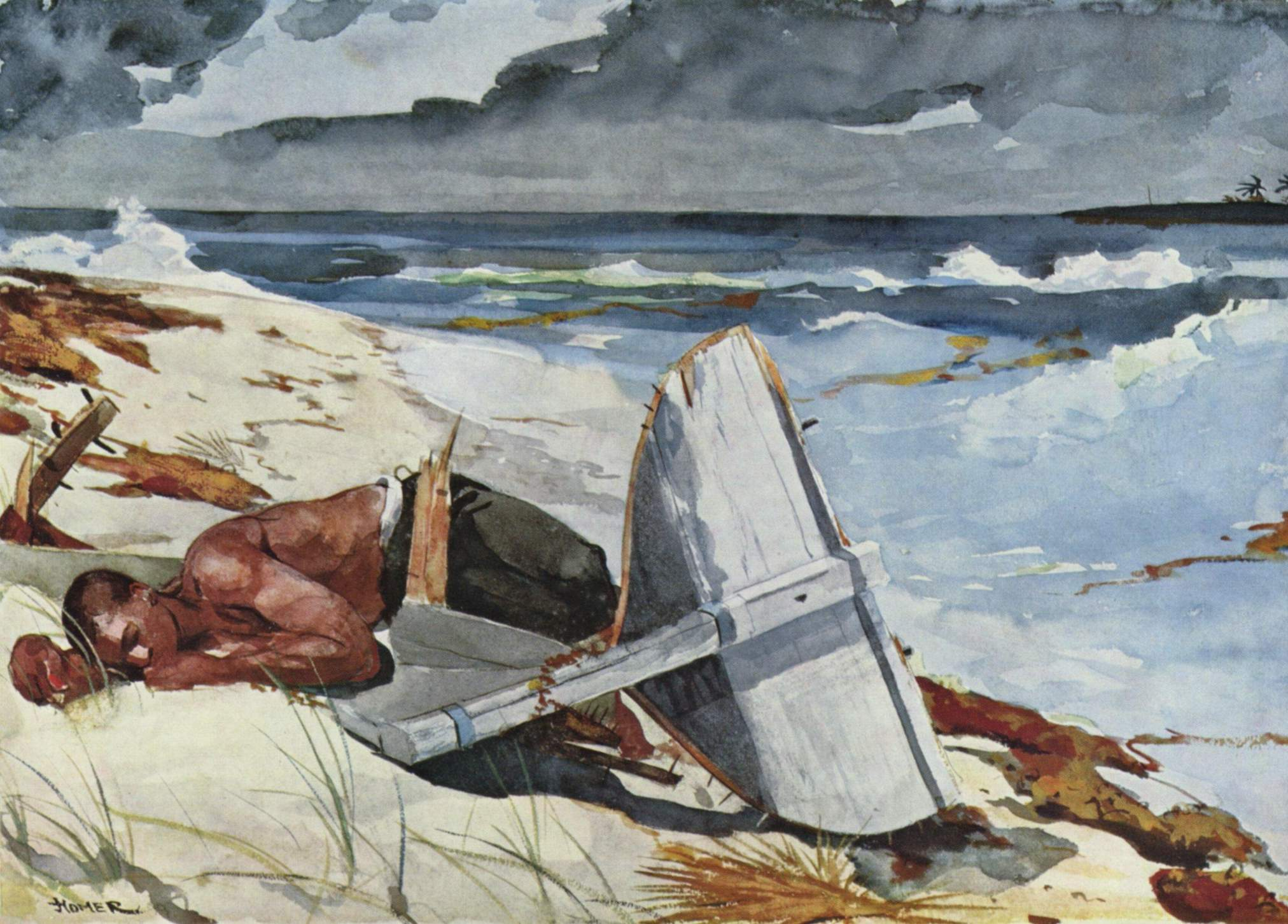
After the Tornado, Bahamas, 1899, akwarela.
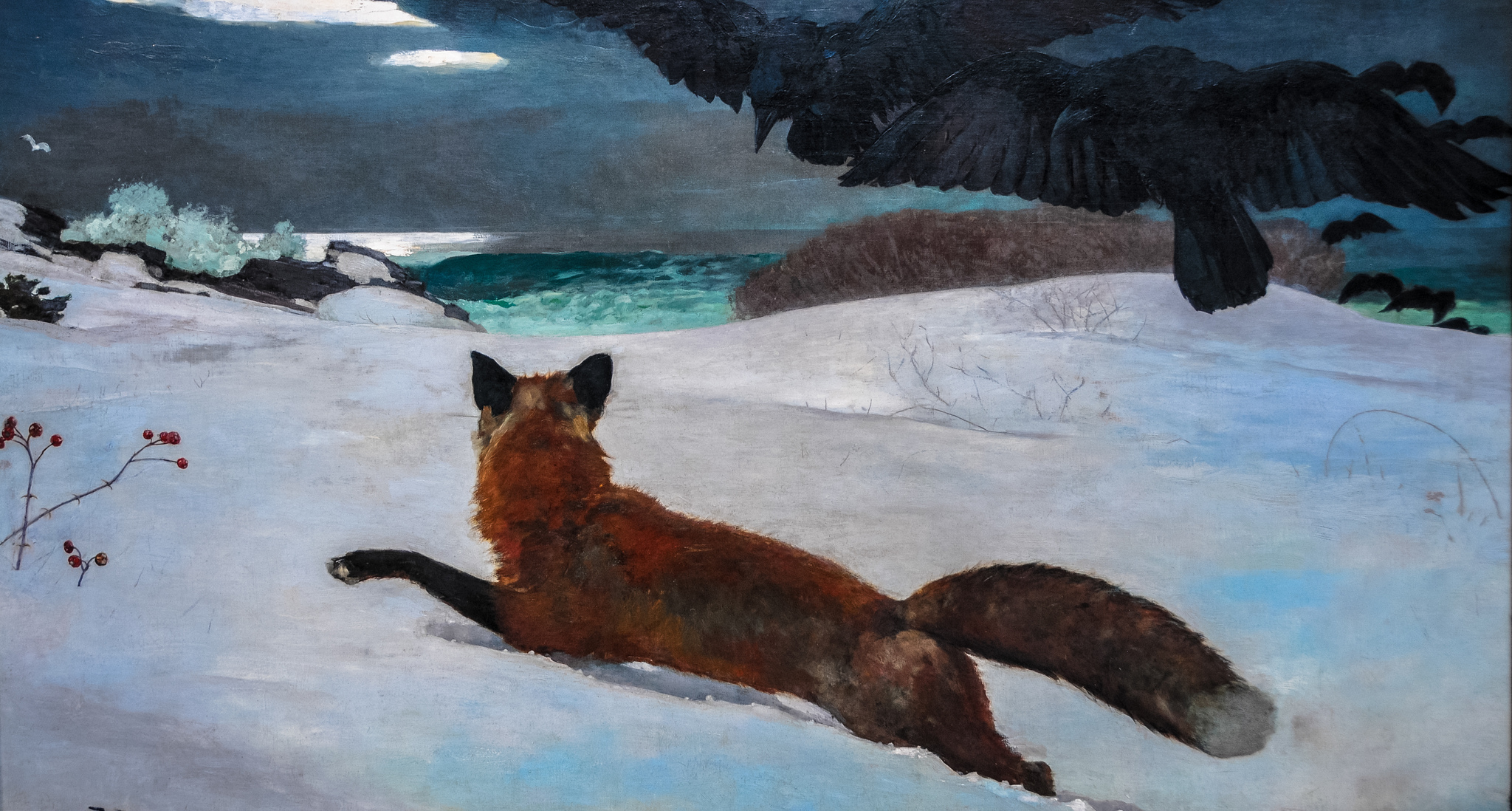
Polowanie na lisa, 1893, olej na płótnie
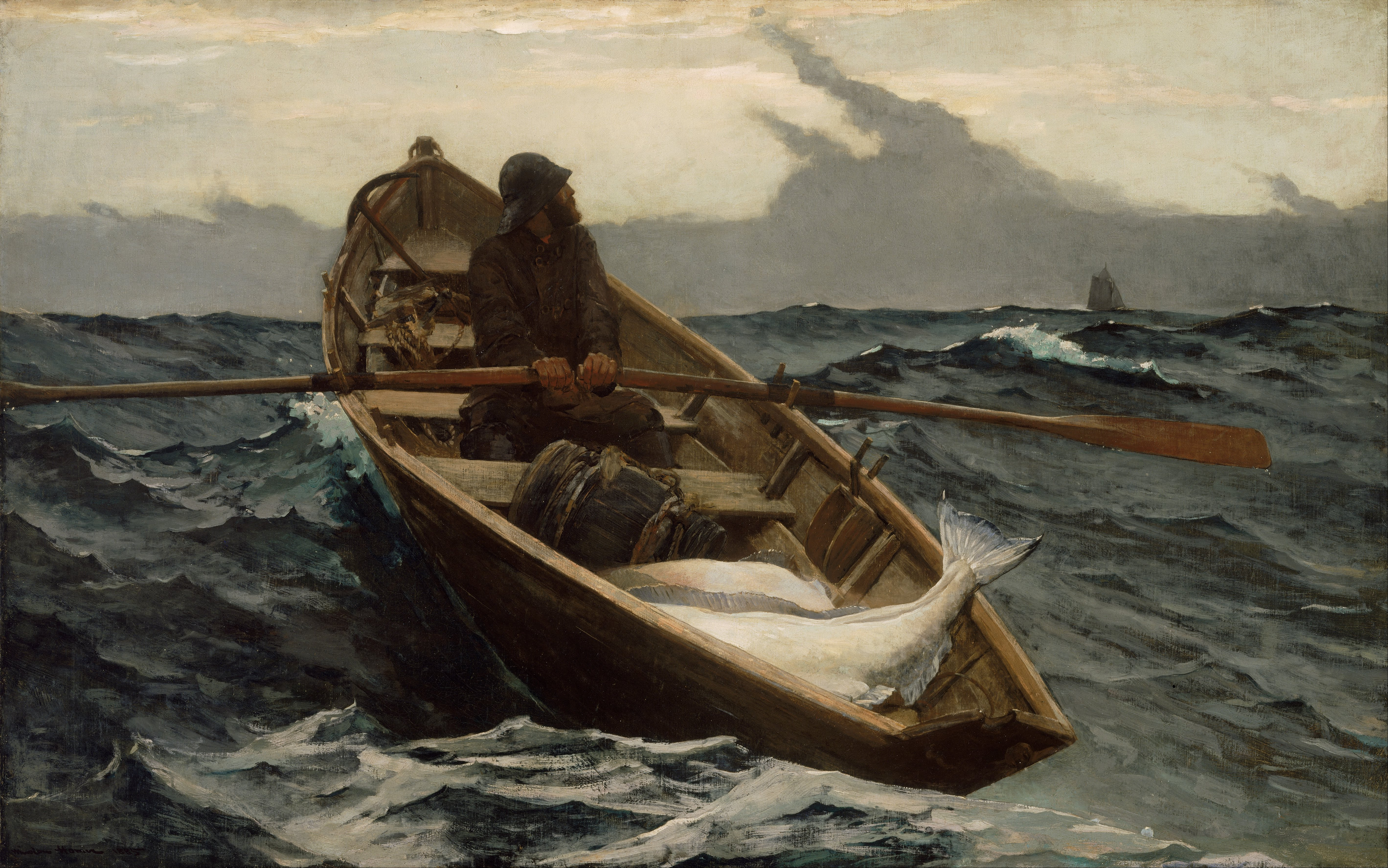
The Fog Warning, 1885, olej na płótnie